# Ga Nghĩa trang Quốc gia 19 tháng 4
Ga Nghĩa trang Quốc gia 19 tháng 4 (Đại học Nữ sinh Duksung) (Tiếng Hàn: 4.19민주묘지(덕성여대)역, Hanja: 4.19民主墓地驛) là ga trên Tuyến Ui-Sinseol nằm ở Ui-dong, Gangbuk-gu, Seoul. Nó được khai trương vào ngày 2 tháng 9 năm 2017.

## Lịch sử
- 2 tháng 3 năm 2017: Đổi tên thành Ga Nghĩa trang Quốc gia 19 tháng 4
- 2 tháng 9 năm 2017: Hoạt động kinh doanh bắt đầu với việc khai trương Tuyến Ui-Sinseol của Đường sắt nhẹ Seoul.

## Bố trí ga
| Công viên Solbat ↑ |
| \| N/B             |
| ↓ Gaori            |

| Hướng Bắc | ● Tuyến Ui-Sinseol | ← Hướng đi Công viên Solbat · Bukhansan Ui                              |
| Hướng Nam | ● Tuyến Ui-Sinseol | → Hướng đi Hwagye · Solsaem · Đại học Nữ sinh Sungshin · Sinseol-dong → |

## Xung quanh nhà ga
- Nghĩa trang Quốc gia 19 tháng 4
- Cơ sở Seoul của Đại học Nữ sinh Duksung
- Công viên Solbat
- Trường tiểu học Seoul Baekun
- Thư viện Dobong

## Hình ảnh

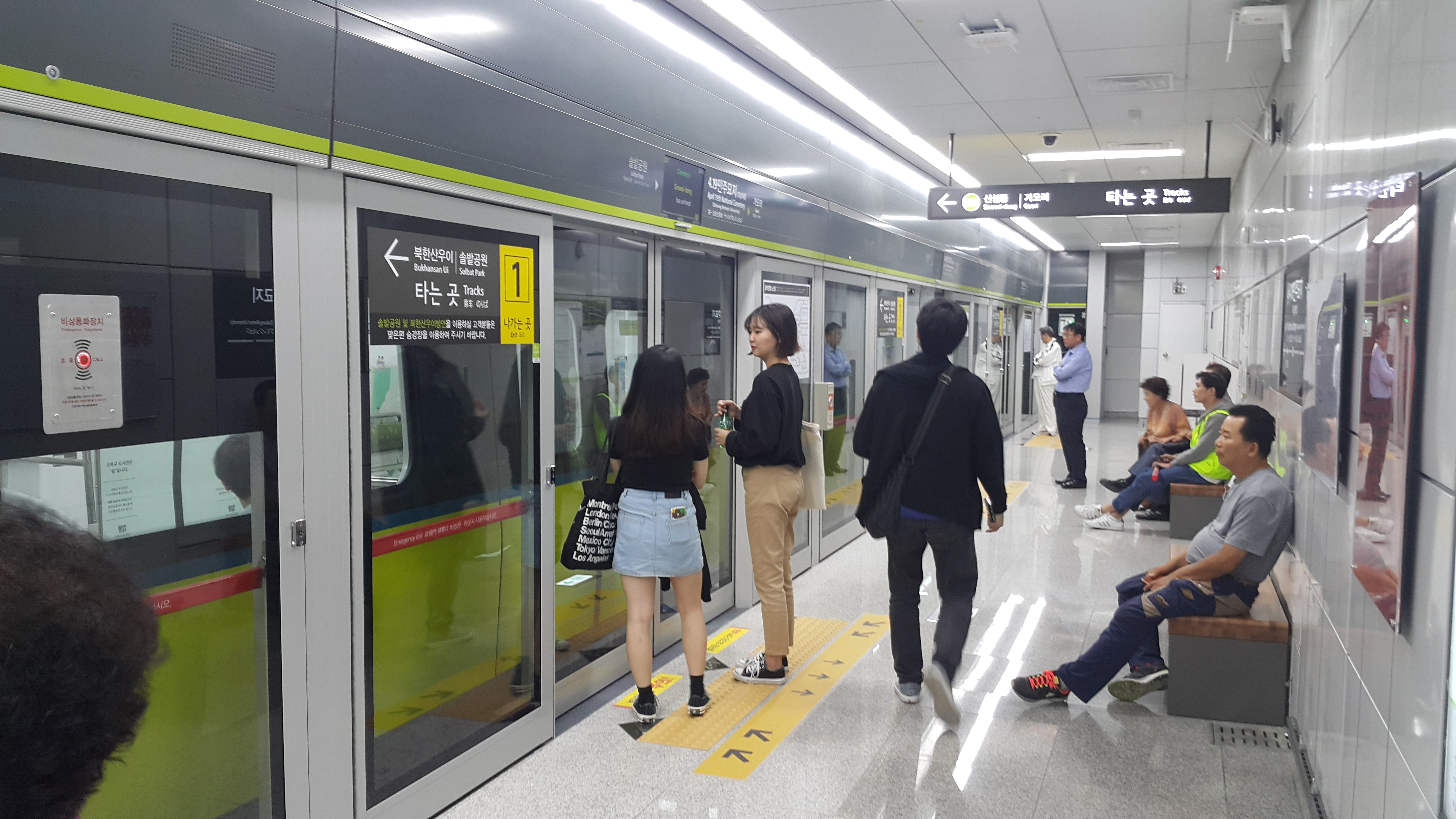
Sân ga
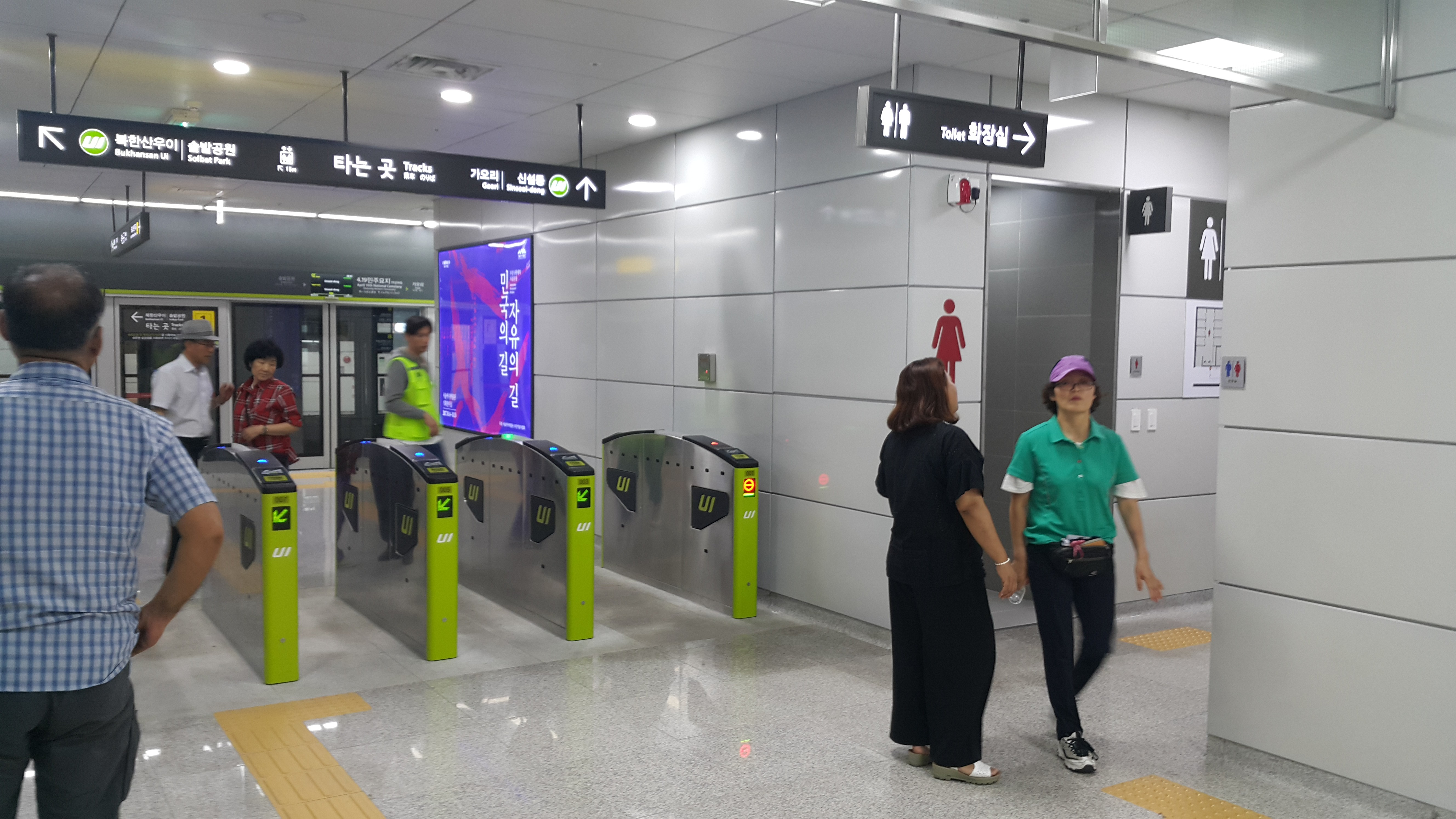
Cửa soát vé